# Woodburn Stadium
Woodburn Stadium – wielofunkcyjny stadion znajdujący się w Pietermaritzburgu służący przede wszystkim do rozgrywania meczów rugby union.
Mieszczący maksymalnie dziesięć tysięcy widzów stadion jest własnością KwaZulu-Natal Rugby Union i jest używany przede wszystkim przez dziesięć lokalnych klubów podlegających temu związkowi.
Okazjonalnie na stadionie gościł zespół Natal Sharks występujący w ogólnokrajowych rozgrywkach Vodacom Cup, a sparingi rozgrywał na nim reprezentująca tę prowincję w Super Rugby drużyna Sharks.
Był areną mistrzostw świata U-19 w rugby union mężczyzn w latach 2004 i 2005.
Na czas remontu Harry Gwala Stadium był stadionem domowym występującego w Premier Soccer League zespołu Maritzburg United.